# دانشکده معماری و هنر دانشگاه آزاد اسلامی واحد تبریز
دانشکدهٔ معماری و هنر یکی از دانشکده‌های مصوب دانشگاه آزاد اسلامی واحد تبریز است. این دانشکده در سال ۱۳۹۰ خورشیدی و از سوی مدیر کل تشکیلات و روش‌های دانشگاه آزاد اسلامی به تصویب رسیده‌است. در نیمسال نخست سال‌تحصیلی ۹۱-۹۰ خورشیدی، ۲٬۳۴۳ نفر در این دانشکده مشغول به تحصیل بوده‌اند. ریاست دانشکدهٔ معماری و هنر در سال ۱۳۹۰ خورشیدی از رسول درسخوان به داریوش ستارزاده و در پاییز سال 91 به شبنم اکبری نامدار واگذار شده‌است.
دانشکدهٔ معماری و هنر دانشگاه آزاد اسلامی واحد تبریز دارای ۳ انجمن علمی مصوب شامل «انجمن علمی شهرسازی»، «انجمن علمی معماری» و «انجمن علمی هنر» است. گروه معماری این دانشکده در یکم اردیبهشت سال ۱۳۸۰ خورشیدی، «سومین کنگرهٔ سراسری دانشجویان معماری و شهرسازی کشور» را در سطح داخلی و به عنوان نخستین همایش خود برگزار کرد.

## رشته‌ها
دانشکدهٔ معماری و هنر دانشگاه آزاد اسلامی واحد تبریز دارای سه گروه آموزشی معماری و هنر و شهرسازی و 11 رشته‌مقطع تحصیلی ارتباط تصویری، مهندسی شهرسازی، مهندسی معماری، نقاشی و هنرهای تجسمی در مقاطع دکتری تخصصی، کارشناسی ارشد، کارشناسی پیوسته و کارشناسی ناپیوسته است. همچنین نخستین ورودی دانشکده معماری در مهرماه 1371 در رشته ی کارشناسی ارشد پیوسته معماری بوده است.

### معماری
- مهندسی معماری (کارشناسی ناپیوسته).
- مهندسی معماری (کارشناسی پیوسته).
- مهندسی معماری (کارشناسی ارشد).
- معماری (دکتری تخصصی / PH.D).

### هنر
- ارتباط تصویری (کارشناسی ناپیوسته).
- ارتباط تصویری (کارشناسی پیوسته).
- نقاشی (کارشناسی پیوسته).
- هنرهای تجسمی (کارشناسی پیوسته).

### شهرسازی
مهندسی شهرسازی (کارشناسی پیوسته).
طراحی شهری ( کارشناسی ارشد).
شهرسازی (دکتری تخصصی / PH.D).

## همایش‌ها
دانشکدهٔ معماری و هنر دانشگاه آزاد اسلامی واحد تبریز تاکنون ۸ همایش مختلف را در سطح داخلی برگزار کرده‌است:

### ۱۳۸۰
- سومین کنگرهٔ سراسری دانشجویان معماری و شهرسازی کشور (۱ اردیبهشت).

### ۱۳۸۶
- همایش بزرگداشت روز معمار	(۹ اردیبهشت).
- نشست علمی بافت فرسودهٔ شهری	(۱ آذر).

### ۱۳۸۷
- همایش بزرگداشت روز معمار (۱۰ اردیبهشت).
- مسابقهٔ طراحی (۱۶ آذر).

### ۱۳۸۸
- مسابقهٔ طراحی (۳ اردیبهشت).
- همایش بزرگداشت هفتهٔ معماری (۱۰ اردیبهشت).
- مسابقهٔ طراحی (۳ خرداد).

## طرح‌های پژوهشی
گروه معماری دانشکدهٔ معماری و هنر دانشگاه آزاد اسلامی واحد تبریز دارای ۲۷ طرح پژوهشی است که از میان آن‌ها ۱۹ طرحخاتمه‌یافته، ۴ طرح در حال اجرا و ۴ طرح نیز در حال بررسی است:

### خاتمه‌یافته
- ارائهٔ الگوی معماری مسکن روستایی برای پهنهٔ کوهستانی آذربایجان شرقی	(محمدرضا خاکزاد خلجانی).
- ارزیابی نحوهٔ بهسازی شهری شهر نوین سهند براساس شاخص‌های پایداری در دههٔ اخیر	(مهسا فرامرزی اصل).
- بررسی عوامل اجتماعی–فضایی مؤثر در نابه‌سامانی فضای شهری در محدودهٔ تاریخی تبریز	(میرسعید موسوی).
- بررسی نقش آب در معماری حیاط خانه‌های سنتی ایران	(سحر طوفان).
- بررسی نقش سلول‌های فتوولتاییک در نمونه‌های اجراشده در جهان و چگونگی استفاده از آن در معماری ایران. مورد مطالعاتی: بام و نمای نمونه‌های اجراشده در جهان	(مهرناز بوداغ).
- بررسی و تحلیل ساختار مسکونی شهر تبریز طی دورهٔ ۱۳۷۵-۱۳۴۵	(سیمین‌دخت نعمت‌الهی).
- بررسی و شناخت فرهنگ و معماری روستای زنوزق	(شهاب آدم نوه‌سی).
- بررسی و شناخت فرهنگ و معماری روستای ونستان	(شهاب آدم نوه‌سی).
- تبیین ساختار معماری پایدار و راهکارهای آن در شهر تبریز	(مریم سینگری).
- تجزیه و تحلیل سبک‌شناسانه و معمارانهٔ مساجد تاریخی تبریز	(حمدرضا خاکزاد خلجانی).
- خردگرایی در هنر اسلامی	(امیر بانی مسعود).
- رابطهٔ بین معماری داخلی آشپزخانه بر خستگی بانوان. نمونهٔ مطالعاتی: برج‌های مسکونی آسمان تبریز	(سحر طوفان).
- روند شکل‌گیری معماری غرب پیش از رنسانس	(امیر بانی مسعود).
- شناخت و بررسی مساجد تاریخی تبریز	(محمدرضا خاکزاد خلجانی).
- هویت کالبدی شهر. مطالعهٔ موردی: تبریز	(رعنا آقاجانی رفاه).

### در حال اجرا
- بازسازی قصرهای حکومتی شهر تبریز در دورهٔ قاجار با استناد بر مستندات تاریخی	(لیدا بلیلان).
- بازسازی نقشهٔ شهر تبریز در دورهٔ صفوی با استناد بر مینیاتور مطراقچی و سایر مستندات	(داریوش ستارزاده).
- بازشناسی و واکاوی شناسه‌های باغ ایرانی در تبریز	(رعنا آقاجانی).
- تحلیل ویژگی‌های کمی و کیفی فضای معماری در مجتمع‌های مسکونی شهر تبریز	(میرسعید موسوی).

### در حال بررسی
- بررسی روند طراحی مجتمع‌های مسکونی در ایران از دورهٔ پهلوی اول تاکنون	(داریوش ستارزاده).
- بررسی شاخص‌های تأثیرگذار بر طراحی یک محلهٔ پایدار. نمونهٔ موردی: محلهٔ ولی‌عصر تبریز (مریم سینگری).
- بررسی عوامل تأثیرگذار بر فضای معماری در مجتمع‌های مسکونی تبریز	(میرسعید موسوی).
- بررسی میزان تجلی مفهوم شهر اسلامی در ساختار کالبدی–تاریخی تبریز	(میرسعید موسوی).